# Anne-Marie van Nuffel
Anne-Marie van Nuffel (Bélgica, 22 de mayo de 1956) es una atleta belga retirada especializada en la prueba de 800 m, en la que consiguió ser subcampeona europea en pista cubierta en 1980.

## Carrera deportiva
En el Campeonato Europeo de Atletismo en Pista Cubierta de 1980 ganó la medalla de plata en los 800 metros, con un tiempo de 2:00.9 segundos, llegando a meta tras la polaca Jolanta Januchta (oro con 2:00.6 segundos) y por delante de la británica Liz Barnes.